# 1906년 미국 하원의원 선거
1906년 미국 하원의원 선거는 1906년 미국에서 치러진 하원의원 선거이다.

## 선거 결과
| 167    | 1      | 223    |
| 민주당 | 무소속 | 공화당 |

| 80%~ 민주당    | 80%~ 공화당    |
| 60%~80% 민주당 | 60%~80% 공화당 |
| ~60% 민주당    | ~60% 공화당    |

| 6+ 민주당 획득  | 6+ 공화당 획득  |
| 3-5 민주당 획득 | 3-5 공화당 획득 |
| 1-2 민주당 획득 | 1-2 공화당 획득 |
| 변동 없음       |                 |

## 같이 보기
- 1906년 미국 상원의원 선거